# Marek (biskup Paryża)
Marek (ur. 28 września 1970) – duchowny Koptyjskiego Kościoła Ortodoksyjnego, od 2015 biskup Paryża.

## Życiorys
31 grudnia 2001 wstąpił do monasteru św. Paisjusza. Święcenia kapłańskie przyjął 20 kwietnia 2008. Sakrę biskupią otrzymał 24 maja 2015.